# Graminea inca
Graminea inca là một loài bọ cánh cứng trong họ Cerambycidae.